# ليو وليامز (عازف قيثارة)
ليو وليامز (بالإنجليزية: Leo Williams)‏ هو عازف قيثارة بريطاني، ولد في 24 يوليو 1959.

## وصلات خارجية
- ليو وليامز على موقع IMDb (الإنجليزية)
- ليو وليامز على موقع IMDb (الإنجليزية)
- ليو وليامز على موقع ميوزك برينز (الإنجليزية)
- ليو وليامز على موقع ديسكوغز (الإنجليزية)